# Gojira (1984)
Gojira (ゴジラ, Gojira, prt: O Regresso de Godzilla; ago/moz: O Regresso de Godzilla), distribuído internacionalmente como The Return of Godzilla, é um filme de ficção científica japonês de 1984, realizado por Koji Hashimoto. É o décimo sexto filme da franquia Godzilla.
Em Portugal, o filme estreou diretamente em VHS em 1988. Esta edição também foi oficialmente comercializada em Angola e Moçambique.

## Sinopse
Um submarino soviético é destruído no Pacífico. Os soviéticos acreditam que os americanos são os responsáveis, o que leva a uma crise diplomática que pode começar uma guerra nuclear. Os japoneses intervêm e revelam que Godzilla estava por detrás dos ataques.